# Campistrous
Campistrous est une commune française située dans l'est du département des Hautes-Pyrénées, en région Occitanie. Sur le plan historique et culturel, la commune est dans la région gasconne de Magnoac, située sur le plateau de Lannemezan, qui reprend une partie de l’ancien Nébouzan, qui possédait plusieurs enclaves au cœur de la province de Comminges et a évolué dans ses frontières jusqu’à plus ou moins disparaitre.
Exposée à un climat de montagne, elle est drainée par la Baïse, la Baisole, la Baïse Darré et par divers autres petits cours d'eau. La commune possède un patrimoine naturel remarquable composé de trois zones naturelles d'intérêt écologique, faunistique et floristique.
Campistrous est une commune rurale qui compte 314 habitants en 2022. Elle fait partie de l'aire d'attraction de Lannemezan. Ses habitants sont appelés les Campistrousiens ou  Campistrousiennes.

## Géographie

### Localisation
La commune de Campistrous se trouve dans le département des Hautes-Pyrénées, en région Occitanie.
Elle se situe à 26 km à vol d'oiseau de Tarbes, préfecture du département, à 21 km de Bagnères-de-Bigorre, sous-préfecture, et à 3 km de Lannemezan, bureau centralisateur du canton de la Vallée de la Barousse dont dépend la commune depuis 2015 pour les élections départementales.
La commune fait en outre partie du bassin de vie de Lannemezan.
Les communes les plus proches sont : 
Houeydets (2,2 km), Lannemezan (3,2 km), Clarens (3,3 km), Castelbajac (3,8 km), Lagrange (3,8 km), Bégole (4,0 km), Bonrepos (4,5 km), Lutilhous (4,6 km).
Sur le plan historique et culturel, Campistrous fait partie de la région gasconne de Magnoac, située sur le plateau de Lannemezan, qui reprend une partie de l’ancien Nébouzan, qui possédait plusieurs enclaves au cœur de la province de Comminges et a évolué dans ses frontières jusqu’à plus ou moins disparaitre.

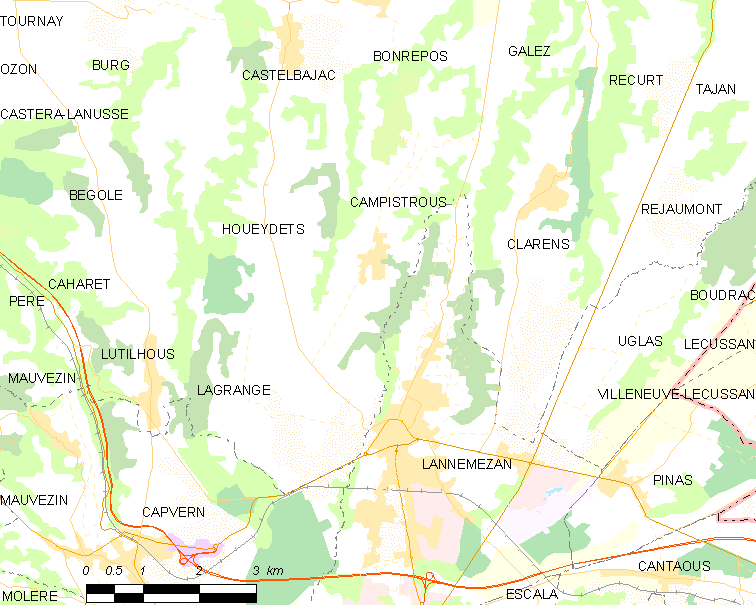
Carte de la commune de Campistrous et des proches communes.

| Castelbajac (sur 100 m) | Bonrepos, Galez | Clarens    |
| Houeydets               | Campistrous     | Lannemezan |
| Lagrange                | Capvern         |            |

### Hydrographie
La Baïsole, affluent de rive gauche de la Baïse, qui prend sa source  sur la commune, traverse la commune du sud au nord et forme la limite ouest avec les communes de Houeydets et Lagrange.
  
La Baïse Darré, affluent de rive gauche de la Petite Baïse, traverse la commune du sud au nord et forme la limite est avec les communes de Lannemezan et Clarens.

Les Ruisseaux le Ricaud et les Guègues, affluents de rive gauche de la Baïse Darré, traversent la commune au sud.
  
Les Ruisseaux de Boute-Ségure et le Barran, affluents de rive gauche de la Baïse, traversent la commune au nord-est avant de prendre la direction de la commune de Galez.

### Climat
Le climat est tempéré de type océanique, en raison de l'influence proche de l'océan Atlantique situé à peu près 150 km plus à l'ouest. La proximité des Pyrénées fait que la commune profite d'un effet de foehn, il peut aussi y neiger en hiver, même si cela reste inhabituel.
La station météorologique de Météo-France installée sur la commune et mise en service en 1989 permet de connaître en continu l'évolution des indicateurs météorologiques. Le tableau détaillé pour la période 1981-2010 est présenté ci-après.
| Mois                                  | jan.           | fév.            | mars                      | avril         | mai           | juin          | jui.            | août           | sep.          | oct.          | nov.            | déc.            | année      |
| ------------------------------------- | -------------- | --------------- | ------------------------- | ------------- | ------------- | ------------- | --------------- | -------------- | ------------- | ------------- | --------------- | --------------- | ---------- |
| Température minimale moyenne (°C)     | 0,8            | 1,4             | 3,6                       | 4,8           | 9             | 12            | 13,8            | 14,2           | 11,2          | 8,5           | 3,9             | 1,5             | 7,1        |
| Température moyenne (°C)              | 5,2            | 5,9             | 8,5                       | 9,6           | 13,8          | 16,9          | 18,8            | 19,2           | 16,1          | 13            | 8,1             | 5,7             | 11,8       |
| Température maximale moyenne (°C)     | 9,7            | 10,4            | 13,4                      | 14,4          | 18,6          | 21,7          | 23,7            | 24,2           | 21            | 17,6          | 12,3            | 10              | 16,5       |
| Record de froid (°C) date du record   | −11,9 28.01.05 | −12,9 08.02.12  | −10,6 01.03.05            | −4,4 03.04.22 | −1,1 05.05.19 | 1,7 01.06.06  | 5,6 11.07.1993  | 5,5 29.08.1998 | 1,9 28.09.07  | −3,8 16.10.09 | −8,2 17.11.07   | −11,2 16.12.01  | −12,9 2012 |
| Record de chaleur (°C) date du record | 23,5 25.01.24  | 24,1 24.02.1990 | 27 21.03.1990, 29.03.2023 | 27,9 30.04.05 | 31,1 17.05.06 | 35,8 18.06.22 | 37,5 20.07.1989 | 38,2 24.08.23  | 34,9 12.09.22 | 31,5 02.10.23 | 25,3 01.11.1999 | 23,6 16.12.1989 | 38,2 2023  |
| Ensoleillement (h)                    | 113,2          | 136,1           | 168,6                     | 169,7         | 186,2         | 215,6         | 215,8           | 202,2          | 189,9         | 156,7         | 119,3           | 115,3           | 1 988,6    |
| Précipitations (mm)                   | 88,8           | 72,9            | 84,1                      | 126           | 125           | 86            | 78,7            | 63,1           | 81            | 87,9          | 112,9           | 96,8            | 1 103,2    |

### Milieux naturels et biodiversité
L’inventaire des zones naturelles d'intérêt écologique, faunistique et floristique (ZNIEFF) a pour objectif de réaliser une couverture des zones les plus intéressantes sur le plan écologique, essentiellement dans la perspective d’améliorer la connaissance du patrimoine naturel national et de fournir aux différents décideurs un outil d’aide à la prise en compte de l’environnement dans l’aménagement du territoire.
Deux ZNIEFF de type 1 sont recensées sur la commune :
les « landes et bocages du ruisseau de Banchet » (52 ha), couvrant 2 communes du département et 
les « landes, prairies et tourbières de Chourine et du cap de la Lanne » (75 ha)
et une ZNIEFF de type 2, : 
les « landes humides de Capvern et plateau de Lannemezan » (1 172 ha), couvrant 6 communes du département.

## Urbanisme

### Typologie
Au 1er janvier 2024, Campistrous est catégorisée commune rurale à habitat dispersé, selon la nouvelle grille communale de densité à sept niveaux définie par l'Insee en 2022.
Elle est située hors unité urbaine. Par ailleurs la commune fait partie de l'aire d'attraction de Lannemezan, dont elle est une commune de la couronne,. Cette aire, qui regroupe 65 communes, est catégorisée dans les aires de moins de 50 000 habitants,.

### Occupation des sols
L'occupation des sols de la commune, telle qu'elle ressort de la base de données européenne d’occupation biophysique des sols Corine Land Cover (CLC), est marquée par l'importance des territoires agricoles (79,8 % en 2018), en augmentation par rapport à 1990 (77,8 %). La répartition détaillée en 2018 est la suivante : 
zones agricoles hétérogènes (64,7 %), forêts (17,4 %), prairies (15,1 %), zones urbanisées (2,8 %).
L'IGN met par ailleurs à disposition un outil en ligne permettant de comparer l’évolution dans le temps de l’occupation des sols de la commune (ou de territoires à des échelles différentes). Plusieurs époques sont accessibles sous forme de cartes ou photos aériennes : la carte de Cassini (XVIIIe siècle), la carte d'état-major (1820-1866) et la période actuelle (1950 à aujourd'hui).

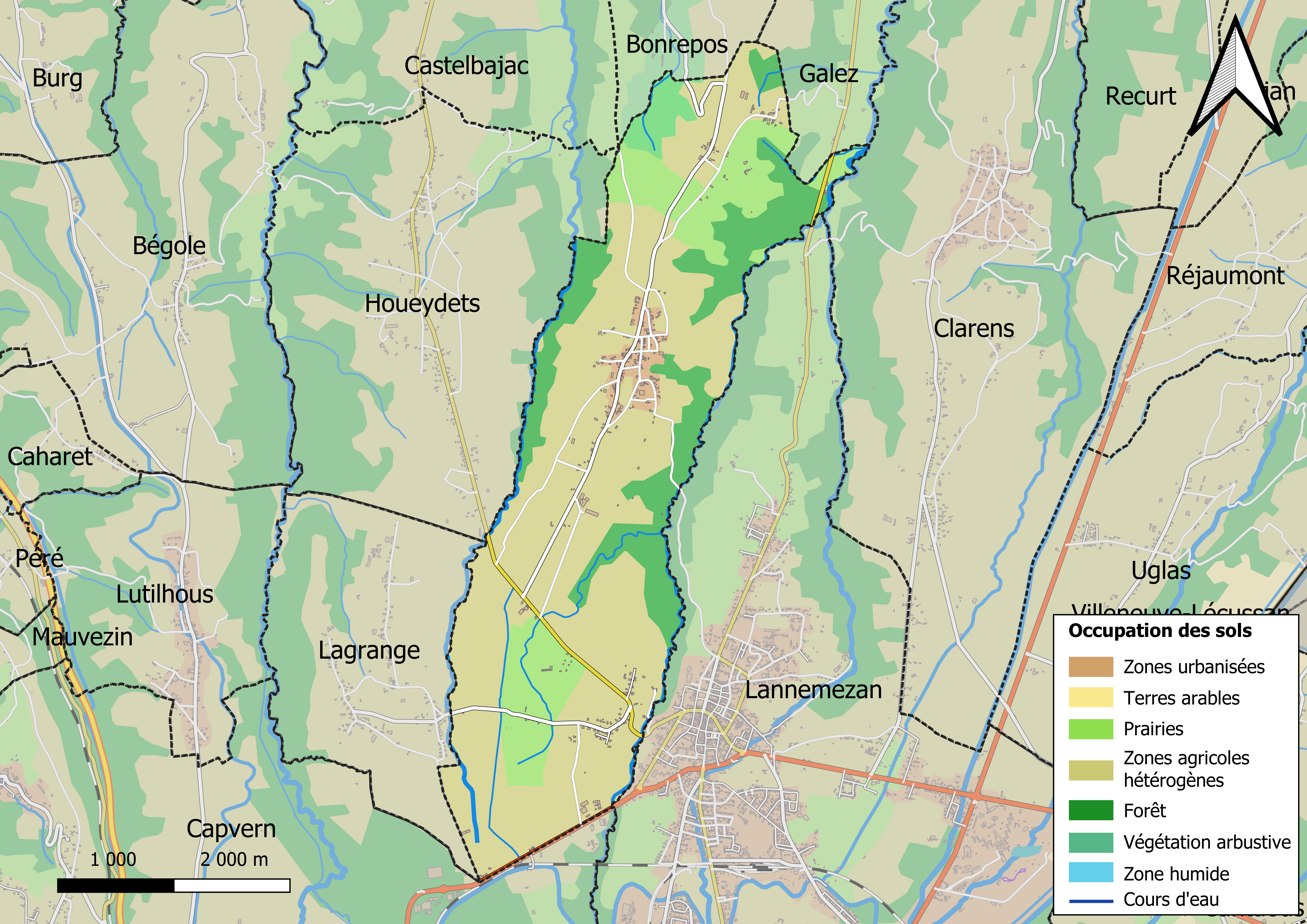
Carte des infrastructures et de l'occupation des sols en 2018 (CLC) de la commune.
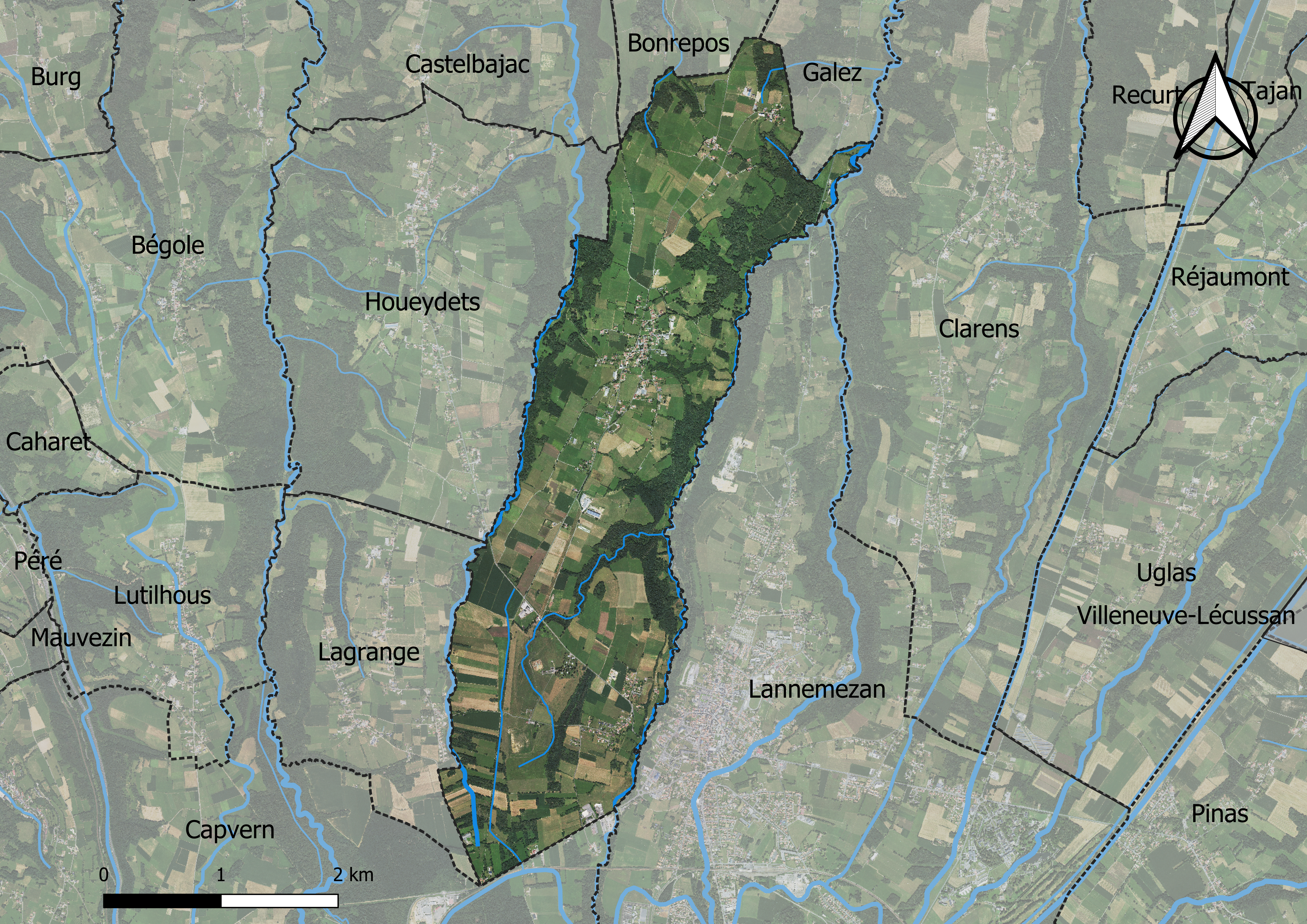
Carte orthophotogrammétrique de la commune.

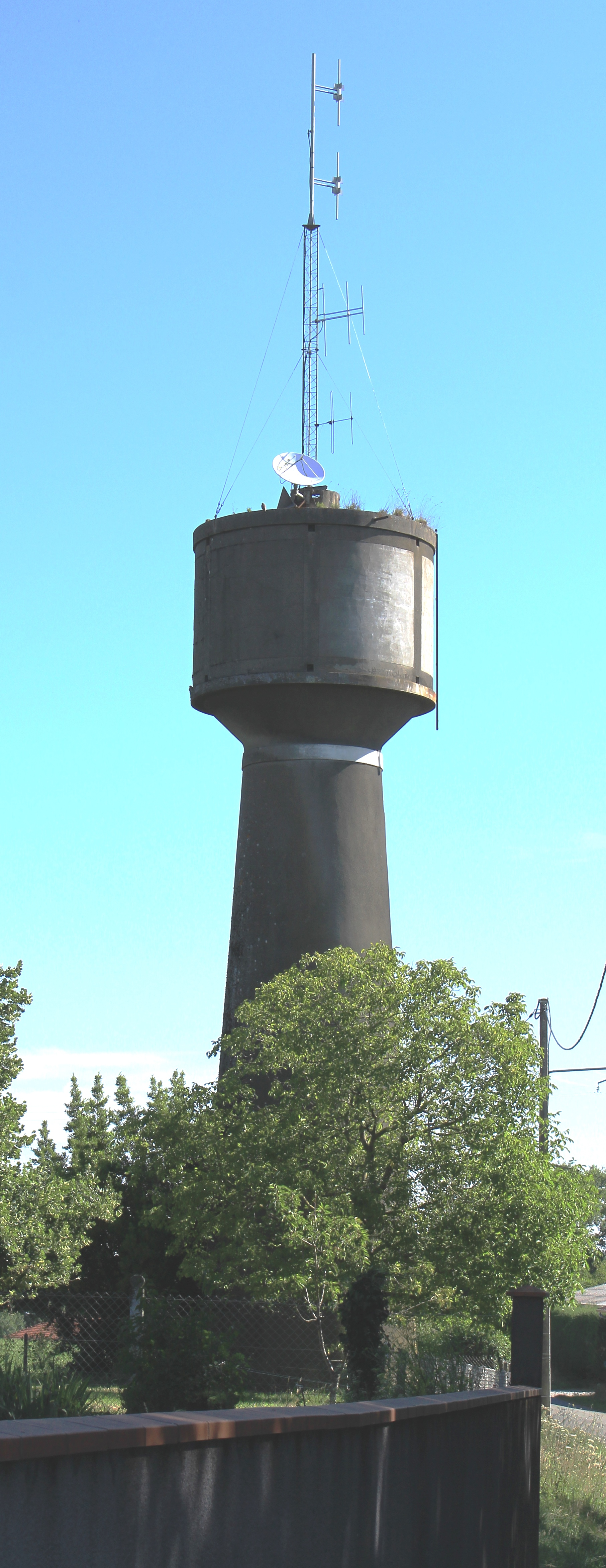
Le château d’eau.

### Logement
En 2012, le nombre total de logements dans la commune est de 163. Parmi ces logements, 82,5 % sont des résidences principales, 5,5 % des résidences secondaires et 12,0 % des logements vacants.

### Voies de communication et transports
Cette commune est desservie par la route départementale D 939 et par la route départementale D 17.

### Risques majeurs
Le territoire de la commune de Campistrous est vulnérable à différents aléas naturels : météorologiques (tempête, orage, neige, grand froid, canicule ou sécheresse), inondations, mouvements de terrains et séisme (sismicité modérée). Il est également exposé à un risque particulier : le risque de radon. Un site publié par le BRGM permet d'évaluer simplement et rapidement les risques d'un bien localisé soit par son adresse soit par le numéro de sa parcelle.

#### Risques naturels
Certaines parties du territoire communal sont susceptibles d’être affectées par le risque d’inondation par débordement de cours d'eau, notamment la Petite Baïse, la Baisole et la Baïse Darré. La cartographie des zones inondables en ex-Midi-Pyrénées réalisée dans le cadre du XIe Contrat de plan État-région, visant à informer les citoyens et les décideurs sur le risque d’inondation, est accessible sur le site de la DREAL Occitanie. La commune a été reconnue en état de catastrophe naturelle au titre des dommages causés par les inondations et coulées de boue survenues en 1982, 1999 et 2009,.
Campistrous est exposée au risque de feu de forêt. Un plan départemental de protection des forêts contre les incendies a été approuvé par arrêté préfectoral le 21 avril 2020 pour la période 2020-2029. Le précédent couvrait la période 2007-2017. L’emploi du feu est régi par deux types de réglementations. D’abord le code forestier et l’arrêté préfectoral du 27 octobre 2014, qui réglementent l’emploi du feu à moins de 200 m des espaces naturels combustibles sur l’ensemble du département. Ensuite celle établie dans le cadre de la lutte contre la pollution de l’air, qui interdit le brûlage des déchets verts des particuliers. L’écobuage est quant à lui réglementé dans le cadre de commissions locales d’écobuage (CLE)

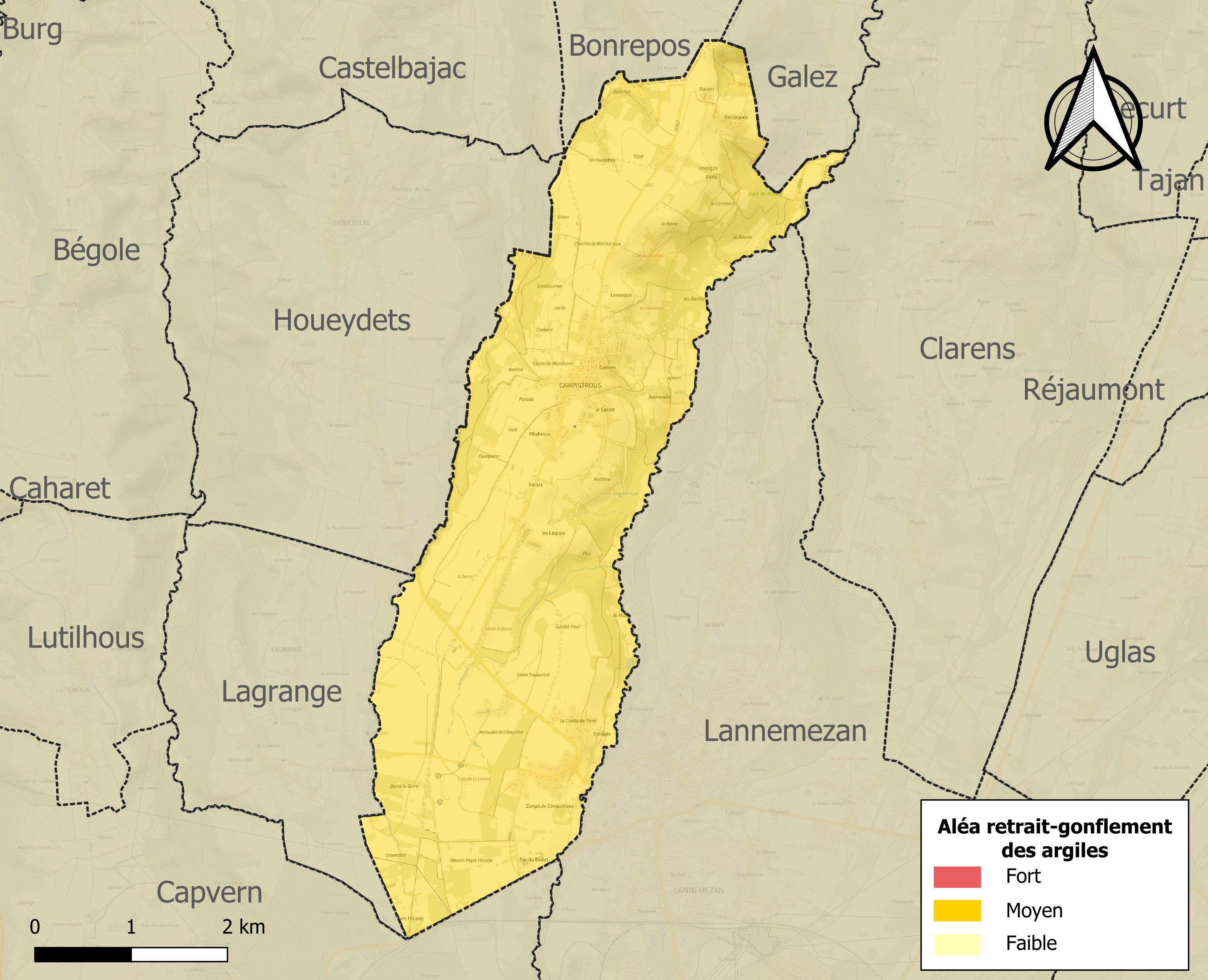
Carte des zones d'aléa retrait-gonflement des sols argileux de Campistrous.

Les mouvements de terrains susceptibles de se produire sur la commune sont des tassements différentiels.
Le retrait-gonflement des sols argileux est susceptible d'engendrer des dommages importants aux bâtiments en cas d’alternance de périodes de sécheresse et de pluie. La totalité de la commune est en aléa moyen ou fort (44,5 % au niveau départemental et 48,5 % au niveau national). Sur les 174 bâtiments dénombrés sur la commune en 2019, 174 sont en aléa moyen ou fort, soit 100 %, à comparer aux 75 % au niveau départemental et 54 % au niveau national. Une cartographie de l'exposition du territoire national au retrait gonflement des sols argileux est disponible sur le site du BRGM,.
Par ailleurs, afin de mieux appréhender le risque d’affaissement de terrain, l'inventaire national des cavités souterraines permet de localiser celles situées sur la commune.
Concernant les mouvements de terrains, la commune a été reconnue en état de catastrophe naturelle au titre des dommages causés par la sécheresse en 2003 et par des mouvements de terrain en 1999.

#### Risque particulier
Dans plusieurs parties du territoire national, le radon, accumulé dans certains logements ou autres locaux, peut constituer une source significative d’exposition de la population aux rayonnements ionisants. Certaines communes du département sont concernées par le risque radon à un niveau plus ou moins élevé. Selon la classification de 2018, la commune de Campistrous est classée en zone 2, à savoir zone à potentiel radon faible mais sur lesquelles des facteurs géologiques particuliers peuvent faciliter le transfert du radon vers les bâtiments.

## Toponymie

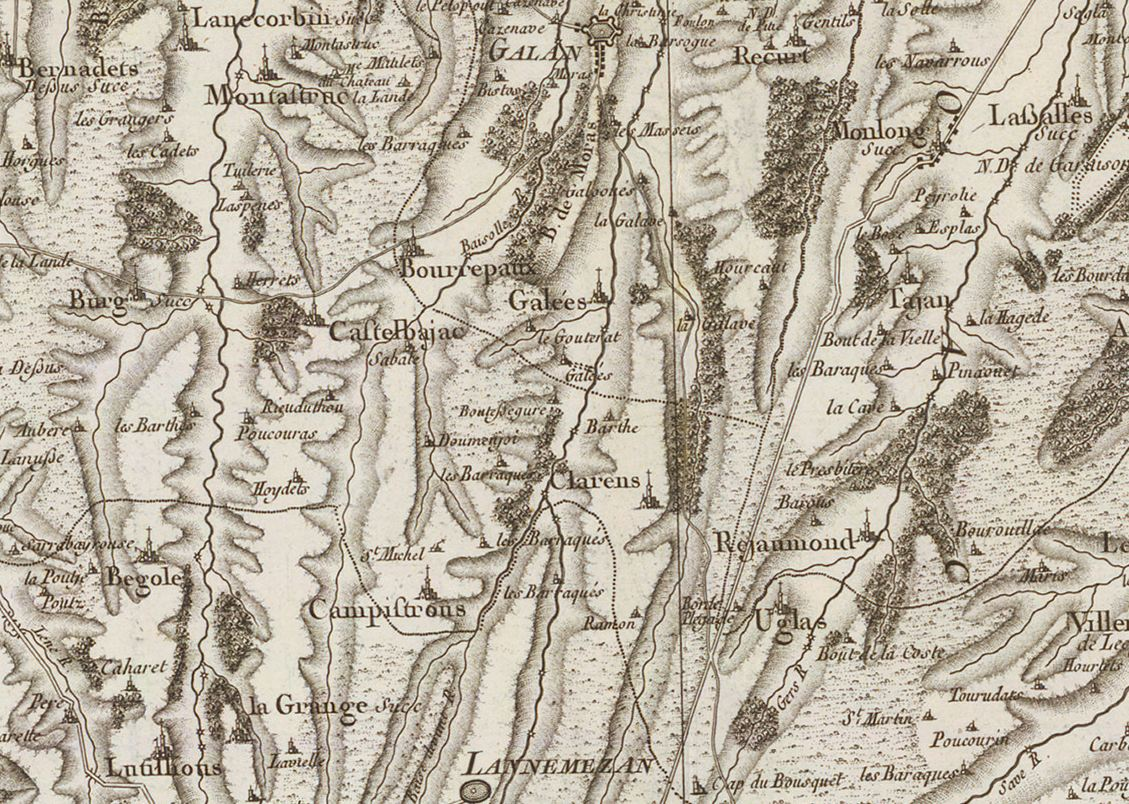
Extrait de la carte de Cassini (entre 1756 et 1789) situant Campistrous à l'ouest de Lannemezan

On trouvera les principales informations dans le Dictionnaire toponymique des communes des Hautes Pyrénées de Michel Grosclaude et Jean-François Le Nail qui rapporte les dénominations historiques du village :
Dénominations historiques :
- de Campristonibus, latin (1300, enquête Bigorre) ;
- de Campistrous, (1342, pouillé de Tarbes) ;
- de Campistronio, latin (1342, pouillé Tarbes) ;
- de Campistros, (1369, Larcher, Castelbajac).1 ;
- Campistrous, (1389, Larcher, Castelbajac) ;
- Campistros, (1429, censier de Bigorre) ;
- Campistrous, (fin XVIIIe siècle, carte de Cassini).

Étymologie : peut-être campèstre.
Nom occitan : Campistrons.

## Histoire

### Cadastre napoléonien de Campistrous
Le plan cadastral napoléonien de Campistrous est consultable sur le site des archives départementales des Hautes-Pyrénées.

## Politique et administration

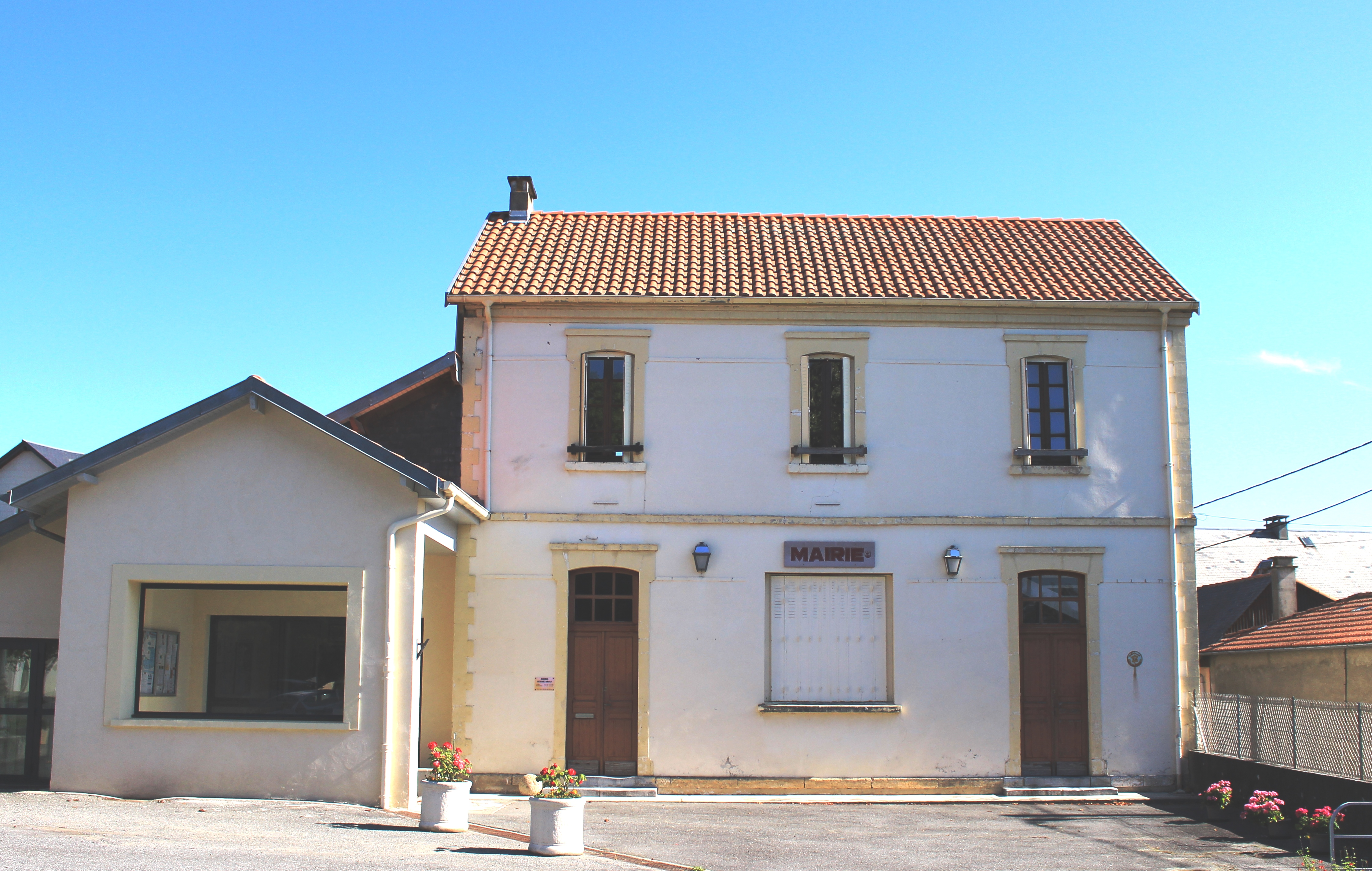
La mairie en 2019.

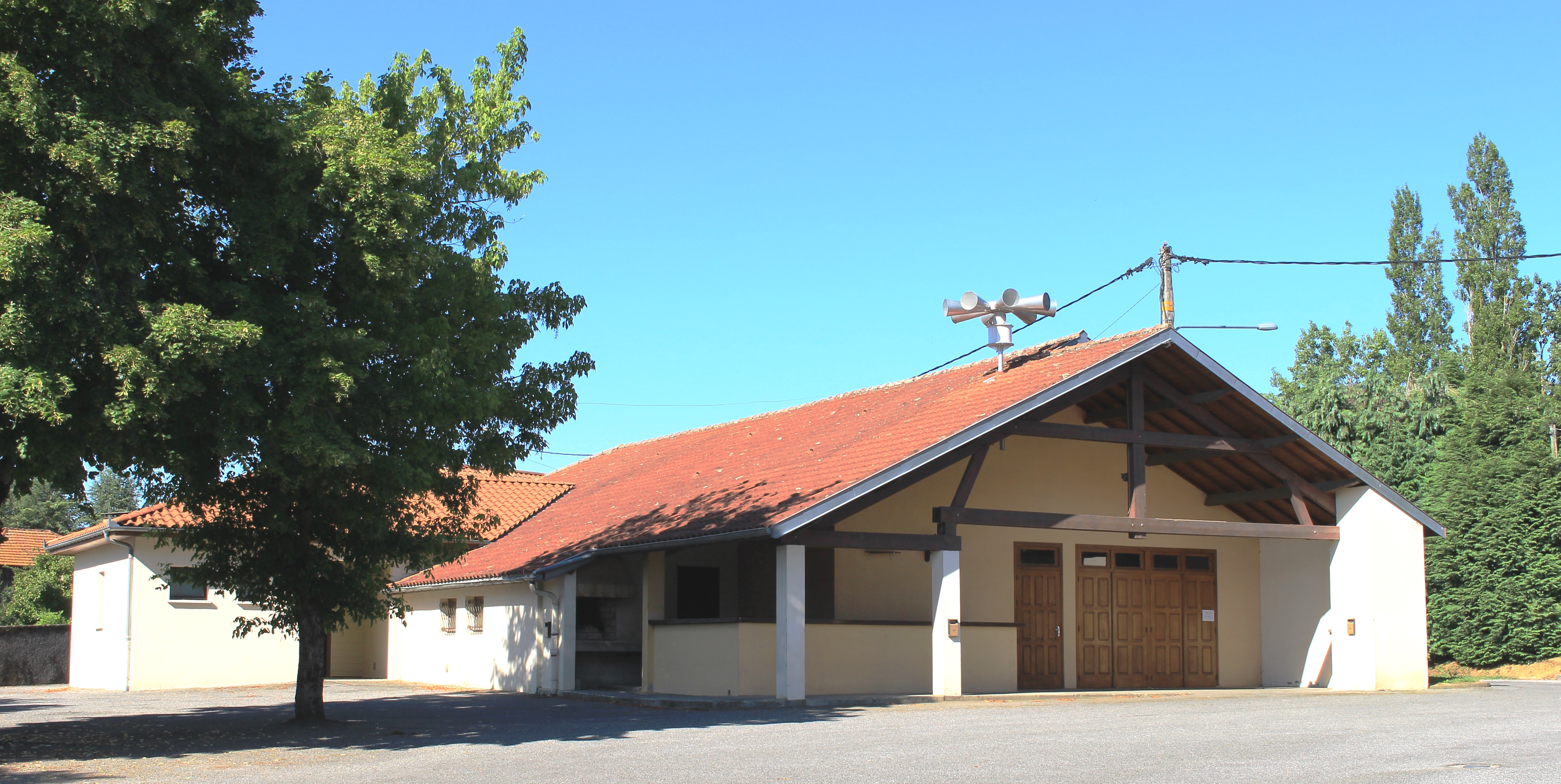
Le foyer rural en 2019

### Liste des maires
| Période                                  | Période   | Identité            | Étiquette | Qualité |
| ---------------------------------------- | --------- | ------------------- | --------- | ------- |
| Les données manquantes sont à compléter. |           |                     |           |         |
|                                          |           |                     |           |         |
| 1964                                     | 1983      | Louis-Simon Abadie  |           |         |
| ..                                       | ..        |                     |           |         |
| mars 2001                                | mars 2020 | Jean-Claude Clarens | PRG       |         |
| mars 2020                                | en cours  | Xavier Sarniguet    |           |         |

### Rattachements administratifs et électoraux

#### Historique administratif
Sénéchaussée de Toulouse, élection de Comminges, marquisat de Castelbajac, canton de Lannemezan (depuis 1790).

#### Intercommunalité
Campistrous appartient à la communauté de communes du Plateau de Lannemezan Neste-Baronnies-Baïses créée en janvier 2017 et qui réunit 57 communes.

## Population et société

### Démographie

#### Évolution démographique
| 1793 | 1800 | 1806 | 1821 | 1831 | 1836 | 1841 | 1846 | 1851 |
| ---- | ---- | ---- | ---- | ---- | ---- | ---- | ---- | ---- |
| 380  | 351  | 464  | 460  | 473  | 487  | 465  | 503  | 519  |

| 1856 | 1861 | 1866 | 1872 | 1876 | 1881 | 1886 | 1891 | 1896 |
| ---- | ---- | ---- | ---- | ---- | ---- | ---- | ---- | ---- |
| 510  | 511  | 488  | 484  | 466  | 451  | 450  | 460  | 415  |

| 1901 | 1906 | 1911 | 1921 | 1926 | 1931 | 1936 | 1946 | 1954 |
| ---- | ---- | ---- | ---- | ---- | ---- | ---- | ---- | ---- |
| 412  | 402  | 413  | 363  | 322  | 319  | 337  | 315  | 304  |

| 1962 | 1968 | 1975 | 1982 | 1990 | 1999 | 2004 | 2006 | 2009 |
| ---- | ---- | ---- | ---- | ---- | ---- | ---- | ---- | ---- |
| 314  | 361  | 333  | 364  | 343  | 341  | 315  | 307  | 303  |

| 2014 | 2019 | 2022 | - | - | - | - | - | - |
| ---- | ---- | ---- | - | - | - | - | - | - |
| 316  | 313  | 314  | - | - | - | - | - | - |

### Enseignement
La commune dépend de l'académie de Toulouse. Elle ne dispose plus d'école en 2016.

## Économie

### Revenus
En 2018, la commune compte 142 ménages fiscaux, regroupant 328 personnes. La médiane du revenu disponible par unité de consommation est de 22 130 € (20 420 € dans le département).

### Emploi
|                | 2008  | 2013  | 2018  |
| -------------- | ----- | ----- | ----- |
| Commune        | 3,7 % | 4,5 % | 6,1 % |
| Département    | 7,7 % | 9,4 % | 9,8 % |
| France entière | 8,3 % | 10 %  | 10 %  |

En 2018, la population âgée de 15 à 64 ans s'élève à 165 personnes, parmi lesquelles on compte 78 % d'actifs (72 % ayant un emploi et 6,1 % de chômeurs) et 22 % d'inactifs,. Depuis 2008, le taux de chômage communal (au sens du recensement) des 15-64 ans est inférieur à celui de la France et du département.
La commune fait partie de la couronne de l'aire d'attraction de Lannemezan, du fait qu'au moins 15 % des actifs travaillent dans le pôle,. Elle compte 38 emplois en 2018, contre 50 en 2013 et 68 en 2008. Le nombre d'actifs ayant un emploi résidant dans la commune est de 121, soit un indicateur de concentration d'emploi de 31,4 % et un taux d'activité parmi les 15 ans ou plus de 48 %.
Sur ces 121 actifs de 15 ans ou plus ayant un emploi, 9 travaillent dans la commune, soit 7 % des habitants. Pour se rendre au travail, 92,6 % des habitants utilisent un véhicule personnel ou de fonction à quatre roues, 0,8 % les transports en commun, 3,3 % s'y rendent en deux-roues, à vélo ou à pied et 3,3 % n'ont pas besoin de transport (travail au domicile).

## Culture locale et patrimoine

### Lieux et monuments

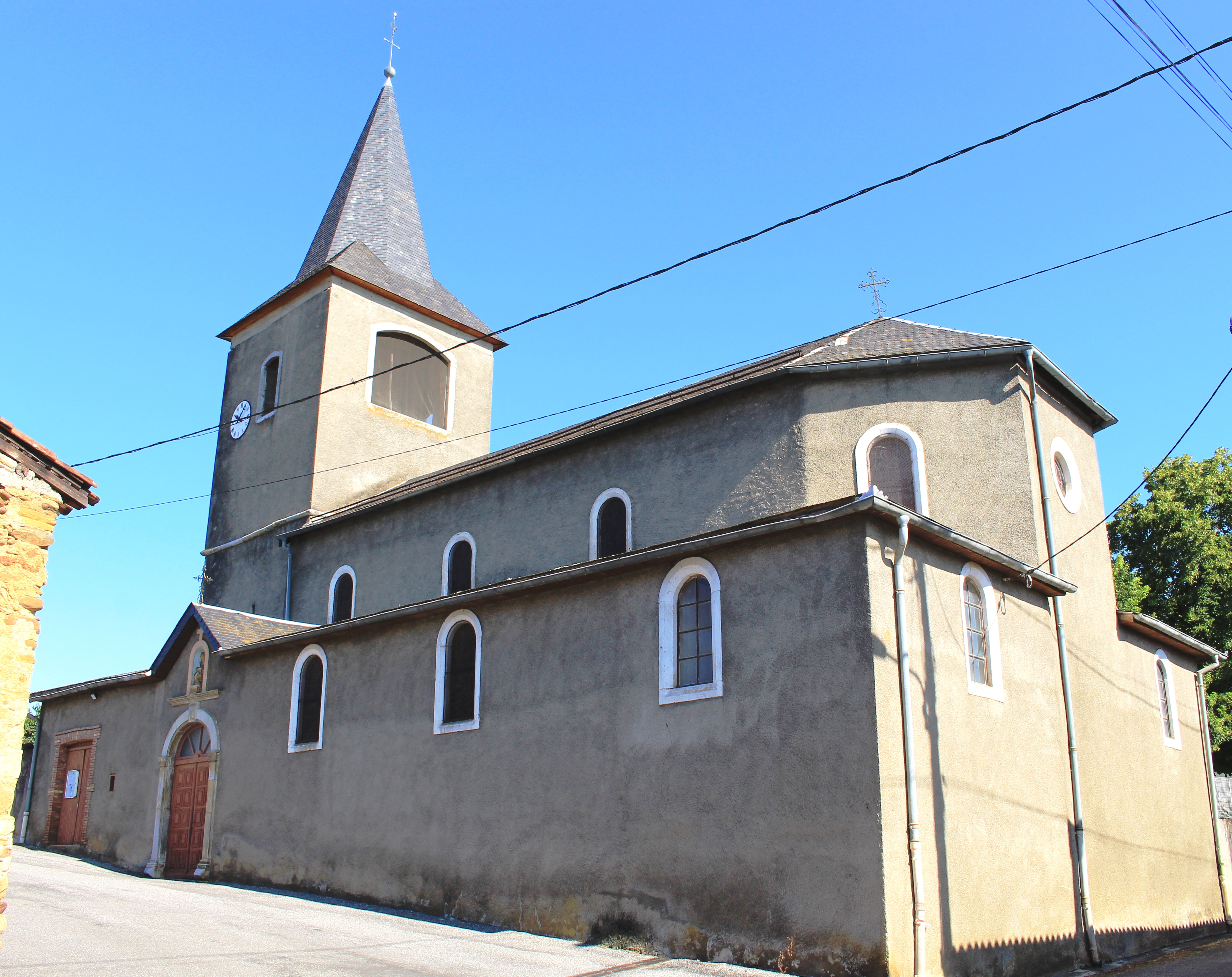
L'église Saint-Michel en 2019.

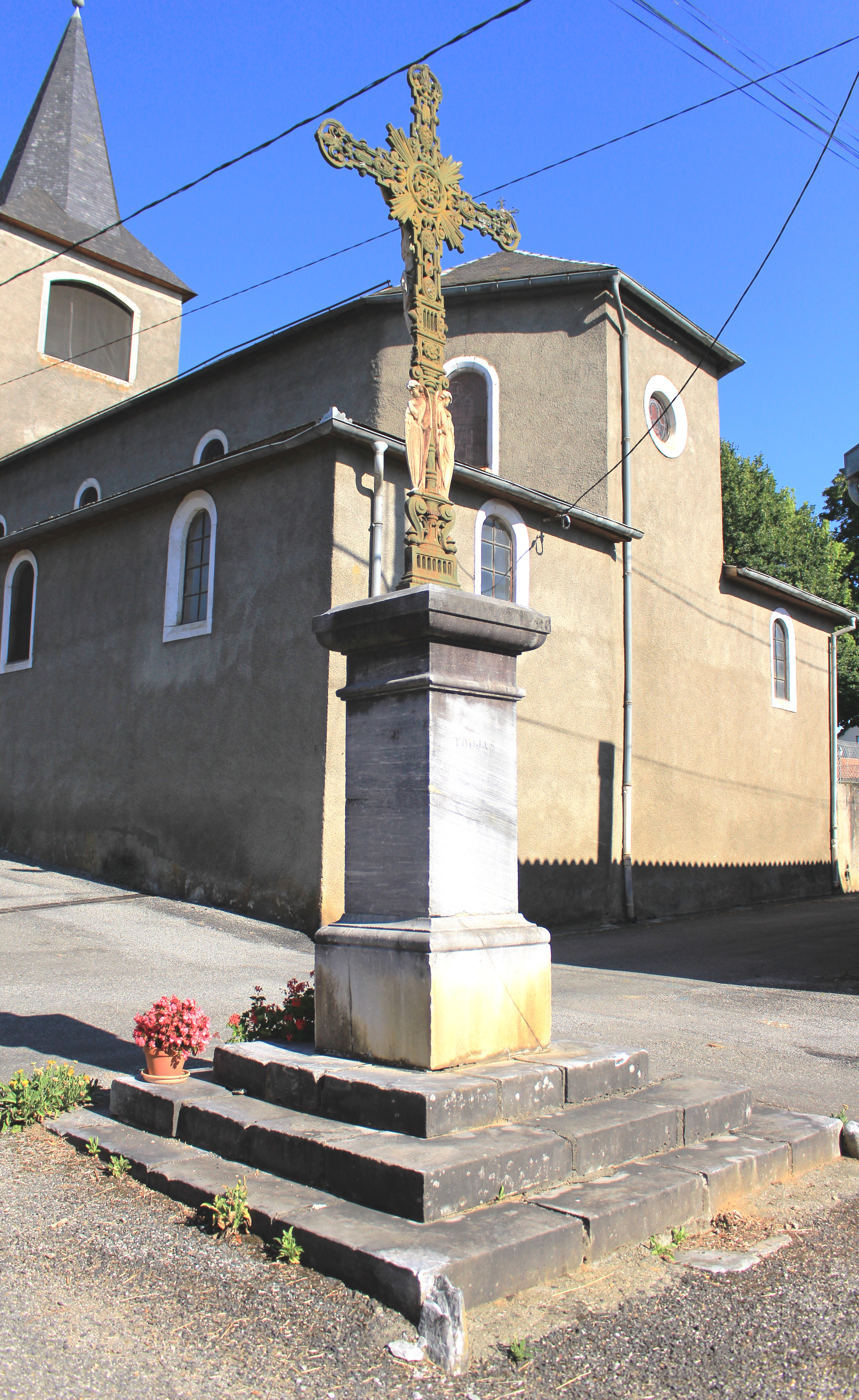
Une croix.

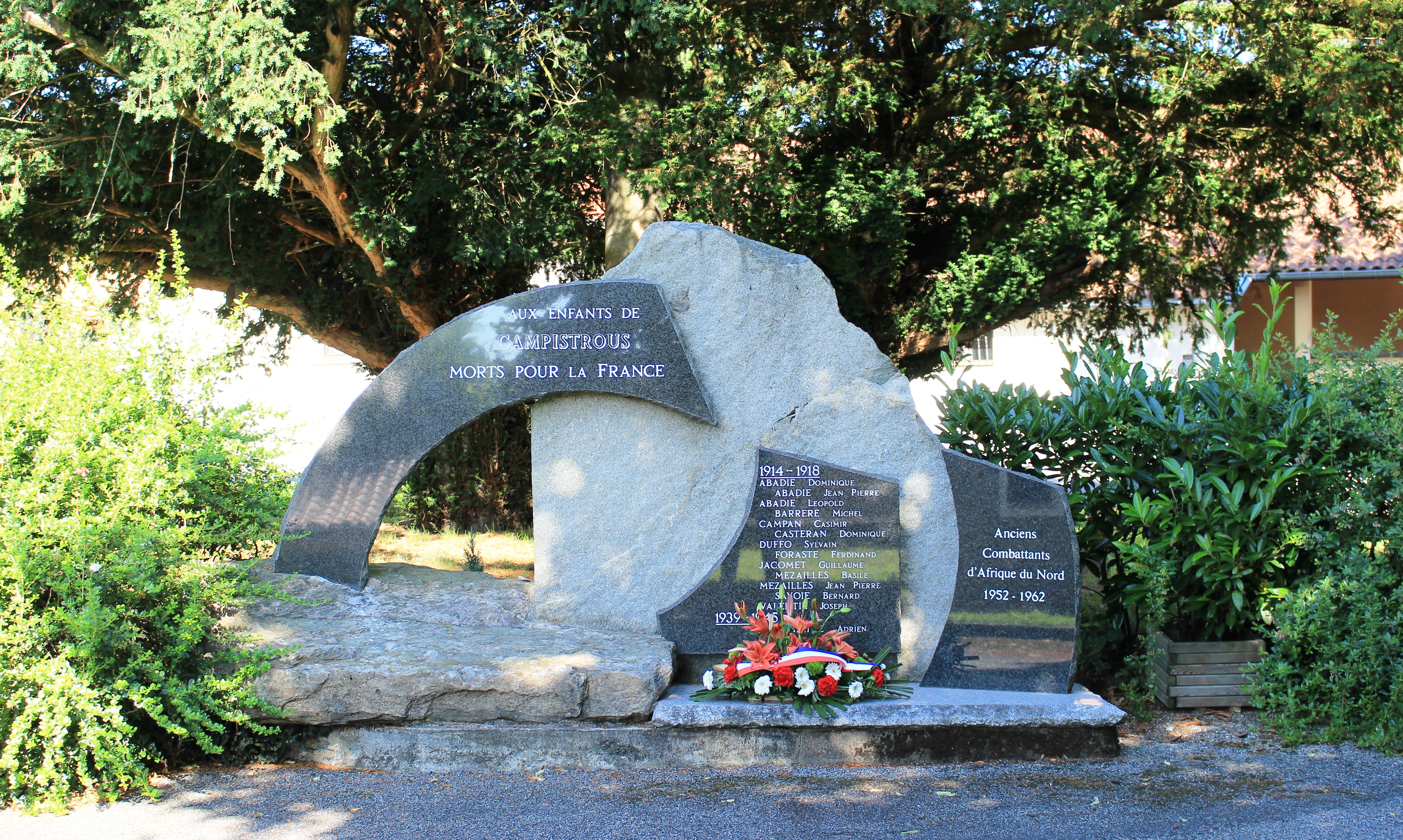
Le monument aux morts municipal.

- Église Saint-Michel de Campistrous.
- Les tumulus Tres Puyos et Tumuli d'Arioulès de Chourrine qui sont classés au monument historique.

### Héraldique
| Blason | Blasonnement : D'argent au mont de sinople sommé d'un arbre du même, accosté de deux ânes affrontés de sable, au chef d'azur chargé d'une croisette cléchée, vidée et pommetée de douze pièces d'or, accostée de deux étoiles du même. |